# 津島淳
津島 淳（つしま じゅん、1966年〈昭和41年〉10月18日 - ）は、日本の政治家。自由民主党所属の衆議院議員（5期）、自由民主党青森県支部連合会長、自由民主党政務調査会法務部会長。
法務副大臣、自由民主党政務調査会厚生労働副部会長、国土交通大臣政務官兼内閣府大臣政務官（第3次安倍第1次改造内閣）、衆議院財務金融委員長を歴任。
祖父は小説家の太宰治（本名・津島修治）、父は元自民党衆議院議員の津島雄二。小説家の津島佑子は叔母、元民主党衆議院議員の津島恭一は又従兄に当たる。　

## 略歴
当時大蔵官僚だった父・津島雄二（のちに衆議院議員）が外務省在フランス日本国大使館に出向していた関係で、1966年にフランスのパリで生まれる。翌1967年に帰国したため、フランスで生活した記憶はないという。
千代田区立番町小学校、千代田区立麹町中学校、学習院高等科を経て1991年に学習院大学文学部国文学科を卒業後、大学の先輩に誘われて株式会社関電工に入社し、14年間勤務する。2005年に退社し、父の秘書となった。2008年に結婚。
2009年7月の第45回衆議院議員総選挙に父の後継として青森1区から出馬するため、自民党青森県連の実施した公募に参加し、選考審査を経て候補者となった。しかし、世襲批判などから党本部の菅義偉選挙対策副委員長が否定的な見解を表明するなどし、公認が得られないまま無所属で出馬（公明党推薦及び自民党青森県連の"県連公認"は獲得）したが、民主党の横山北斗に破れた。
2012年12月の第46回衆議院議員総選挙では、自民党の公認を獲得し、神道政治連盟の後援を得て青森1区から出馬。日本維新の会の升田世喜男や日本未来の党の横山を破り、初当選した。2014年12月の第47回衆議院議員総選挙で再選。
自由民主党政務調査会厚生労働副部会長を経て、2015年10月、第3次安倍第1次改造内閣にて国土交通大臣政務官と内閣府大臣政務官に就任。
2017年10月の第48回衆議院議員総選挙で3選を果たした。
2021年10月6日、第1次岸田内閣で法務副大臣に就任。同月に行われた第49回衆議院議員総選挙では、コスタリカ方式により比例東北ブロック単独1位で出馬し当選。その後、第2次岸田内閣で法務副大臣に再任。
2024年9月12日、自民党総裁選挙が告示され、旧茂木派からは会長の茂木敏充と加藤勝信の2人が立候補した。石破茂、高市早苗、小泉進次郎の3人が競り合う構図が固まった終盤、麻生太郎は9月25日に茂木と「反石破」での連携を確認し、茂木派議員の一部も取り込んだ。9月27日総裁選執行。高市が得票数1位で決選投票へ進むも、岸田文雄首相の後押しを受けた石破に敗れた。津島は1回目の投票では小林鷹之に投じ、決選投票では茂木の意向に従わず、石破に投じた。朝日新聞の取材に対し、「ギリギリまで迷った」「決め手は決選投票前の演説だった」と答えた。
2024年10月の第50回衆議院議員総選挙では青森1区から5選を果たした。

## 政策

### 消費税増税
- 2012年の公開アンケートにおいて、消費税を2014年4月に8%、2015年10月に10%まで引き上げる法律が成立したことについて「引き上げは必要だが、時期は先送りすべきだ」と回答している[22]。
- 2014年の公開アンケートにおいて、「2017年4月に消費税率を10%に引き上げるべきだ」と回答している[23]。
- 2017年の公開アンケートにおいて、消費税を2019年10月に10%に引き上げることについて「賛成」と回答している[24]。
- 「消費税0％の検討」を掲げた『国民を守るための「真水100兆円」令和2年度第2次補正予算に向けた提言』の賛同者に名を連ねている[25]

### その他
- 女性宮家に反対[22]。
- 2013年11月26日、特定秘密保護法案の採決で賛成票を投じている[26]。
- 選択的夫婦別姓制度導入にどちらかというと反対[27]。
- 首相の靖国神社参拝は問題ない[28]。
- 世界保健機関（WHO）がたばこ規制枠組条約において屋内全面禁煙の法制化を批准国に求めていることについてどのように対策を進めるかというアンケートに対し、「飲食店等は業種・業態により禁煙と分煙が選べるようにする」と回答している[29]。また、屋内禁煙に反対する自民党たばこ議員連盟やもくもく会に所属している。

## 人物
- 喫煙者である。
  - 超党派の愛煙家国会議員からなる議員連盟「もくもく会」に所属しており、幹事長を務めている[30]。
  - 喫煙愛好家団体である日本パイプクラブ連盟傘下の青森パイプスモーカーズクラブに所属しており、名誉顧問を務めている[31]。
- 鉄道ファンを自称し、自身の公式ホームページのトップに津軽鉄道の津軽21形気動車の写真を掲載している[32]。

## 旧統一教会との関係
2017年5月、「日韓トンネル推進青森県民会議」に出席し、挨拶をした。TBSは、この会議が旧統一教会と関連があると指摘している。津島は「会合出席以降、旧統一教会との関わりは一切ない」「今後、社会的に不適切なことを行っている団体との付き合いには気を付けたい」とコメントした。

## 家族・親族
- 曾祖父 - 津島源右衛門（政治家）
- 曾祖父 - 石原初太郎（地質学者）
- 祖父 - 太宰治（小説家）
- 祖母 - 津島美知子
- 父 - 津島雄二（政治家）
- 母 - 津島園子（太宰治の長女）
- 大伯父 - 津島文治（実業家、政治家）
- 叔母 - 津島佑子（小説家）
- 叔母 - 太田治子（小説家）
- 従妹 - 石原燃（劇作家・本名：津島香以）
- 又従兄 - 津島恭一（政治家）

|          |          |          |          |          |          |  |  |          |          |          |          |          |          |  |  |            |            |            |            |            |            |  |  |          |          |          |          |          |          |  |  |
|          |          |          |          |          |          |  |  |          |          |          |          |          |          |  |  |            |            |            |            |            |            |  |  |          |          |          |          |          |          |  |  |
| 太田静子 | 太田静子 | 太田静子 | 太田静子 | 太田静子 | 太田静子 |  |  | 太宰治   | 太宰治   | 太宰治   | 太宰治   | 太宰治   | 太宰治   |  |  | 津島美知子 | 津島美知子 | 津島美知子 | 津島美知子 | 津島美知子 | 津島美知子 |  |  | 津島文治 | 津島文治 | 津島文治 | 津島文治 | 津島文治 | 津島文治 |  |  |
| 太田静子 | 太田静子 | 太田静子 | 太田静子 | 太田静子 | 太田静子 |  |  | 太宰治   | 太宰治   | 太宰治   | 太宰治   | 太宰治   | 太宰治   |  |  | 津島美知子 | 津島美知子 | 津島美知子 | 津島美知子 | 津島美知子 | 津島美知子 |  |  | 津島文治 | 津島文治 | 津島文治 | 津島文治 | 津島文治 | 津島文治 |  |  |
|          |          |          |          |          |          |  |  |          |          |          |          |          |          |  |  |            |            |            |            |            |            |  |  |          |          |          |          |          |          |  |  |
|          |          |          |          |          |          |  |  |          |          |          |          |          |          |  |  |            |            |            |            |            |            |  |  |          |          |          |          |          |          |  |  |
| 太田治子 | 太田治子 | 太田治子 | 太田治子 | 太田治子 | 太田治子 |  |  | 津島佑子 | 津島佑子 | 津島佑子 | 津島佑子 | 津島佑子 | 津島佑子 |  |  | 津島園子   | 津島園子   | 津島園子   | 津島園子   | 津島園子   | 津島園子   |  |  | 津島雄二 | 津島雄二 | 津島雄二 | 津島雄二 | 津島雄二 | 津島雄二 |  |  |
| 太田治子 | 太田治子 | 太田治子 | 太田治子 | 太田治子 | 太田治子 |  |  | 津島佑子 | 津島佑子 | 津島佑子 | 津島佑子 | 津島佑子 | 津島佑子 |  |  | 津島園子   | 津島園子   | 津島園子   | 津島園子   | 津島園子   | 津島園子   |  |  | 津島雄二 | 津島雄二 | 津島雄二 | 津島雄二 | 津島雄二 | 津島雄二 |  |  |
|          |          |          |          |          |          |  |  |          |          |          |          |          |          |  |  |            |            |            |            |            |            |  |  |          |          |          |          |          |          |  |  |
|          |          |          |          |          |          |  |  |          |          |          |          |          |          |  |  |            |            |            |            | 津島淳     |            |  |  |          |          |          |          |          |          |  |  |

## 所属団体・議員連盟
- 自民党たばこ議員連盟[34]
- もくもく会（幹事長）[30]
- 日本会議国会議員懇談会[35]
- 神道政治連盟国会議員懇談会[35]
- みんなで靖国神社に参拝する国会議員の会[35]
- 国際観光産業振興議員連盟
- TPP交渉における国益を守り抜く会
- 日本を明るくする会
- 党風一新の会[36]

## 選挙歴
| 当落 | 選挙                   | 執行日         | 年齢 | 選挙区           | 政党       | 得票数     | 得票率 | 定数 | 得票順位 /候補者数 | 政党内比例順位 /政党当選者数 |
| ---- | ---------------------- | -------------- | ---- | ---------------- | ---------- | ---------- | ------ | ---- | ------------------ | ---------------------------- |
| 落   | 第45回衆議院議員総選挙 | 2009年08月30日 | 42   | 青森県第1区      | 無所属     | 6万8910票  | 30.25% | 1    | 2/6                | /                            |
| 当   | 第46回衆議院議員総選挙 | 2012年12月16日 | 46   | 青森県第1区      | 自由民主党 | 7万3237票  | 40.47% | 1    | 1/5                | /                            |
| 当   | 第47回衆議院議員総選挙 | 2014年12月14日 | 48   | 青森県第1区      | 自由民主党 | 6万6041票  | 45.06% | 1    | 1/3                | /                            |
| 当   | 第48回衆議院議員総選挙 | 2017年10月22日 | 51   | 青森県第1区      | 自由民主党 | 10万3177票 | 54.93% | 1    | 1/3                | /                            |
| 当   | 第49回衆議院議員総選挙 | 2021年10月31日 | 54   | 比例東北ブロック | 自由民主党 | ーー票     | ーー   | 13   | /                  | 1/6                          |
| 当   | 第50回衆議院議員総選挙 | 2024年10月27日 | 58   | 青森県第1区      | 自由民主党 | 7万6265票  | 46.03% | 1    | 1/3                | /                            |